# كيلي باتلر
كيلي باتلر (بالإنجليزية: Kelly Butler)‏ هو لاعب كرة قدم أمريكية ولاعب كرة القدم الكندية أمريكي، ولد في 24 يونيو 1982 في غراند رابيدز في الولايات المتحدة.

## وصلات خارجية
- كيلي باتلر على موقع مرجع كرة القدم المحترفة.كوم (الإنجليزية)